# Конечномерное пространство
Коне́чноме́рное простра́нство — это векторное пространство, в котором имеется конечный базис — порождающая (полная) линейно независимая система векторов. Другими словами, в таком пространстве существует конечная линейно независимая система векторов, линейной комбинацией которых можно представить любой вектор данного пространства.
Базис — это (одновременно) и минимальная порождающая (полная) система, и максимальная линейно независимая система векторов. Все базисы содержат одно и то же количество элементов, которое называется размерностью векторного пространства.
Конечномерное пространство, в котором введено скалярное произведение его элементов, называется евклидовым. Конечномерное пространство, в котором введена норма его элементов, называется конечномерным нормированным. Наличие скалярного произведения или нормы порождает в конечномерном пространстве метрику.

## Свойства конечномерных пространств
Всякий элемент {\displaystyle x} конечномерного пространства {\displaystyle X} представим единственным образом в виде
{\displaystyle x=a_{1}e_{1}+a_{2}e_{2}+...+a_{n}e_{n},}
{\displaystyle a_{1},a_{2},...,a_{n}\in \mathbb {P} } где {\displaystyle \mathbb {P} } — поле (часто {\displaystyle \mathbb {R} } или {\displaystyle \mathbb {C} }), над которым рассматривается пространство {\displaystyle X}, {\displaystyle e_{1},e_{2},...,e_{n}\in X} — элементы базиса. Это следует из определения базиса.
Также любой базис в евклидовом пространстве можно сделать ортонормированным при помощи ортогонализации Шмидта.
- Все базисы конечномерного пространства состоят из одинакового количества элементов. Это свойство даёт корректность определения размерности пространства.
- Пусть {\displaystyle X} — конечномерное пространство и {\displaystyle \{x_{1},x_{2},...,x_{k}\}} — линейно-независимая система элементов. Тогда эту систему всегда можно дополнить до базиса.
- Все конечномерные пространства одинаковой размерности изоморфны друг другу.
- В любом конечномерном пространстве над полем {\displaystyle \mathbb {R} } можно ввести скалярное произведение. Например, в пространстве {\displaystyle X} с фиксированным базисом, размерности {\displaystyle n}, можно ввести скалярное произведение по правилу:
 {\displaystyle \forall x_{1},x_{2}\in X,(x_{1},x_{2})=\sum _{k=1}^{n}a_{k}\cdot b_{k}}, где {\displaystyle \{a_{k}\},\{b_{k}\}} — компоненты векторов {\displaystyle x_{1}} и {\displaystyle x_{2}} соответственно.
 Из этого свойства следует, что в конечномерном пространстве над полем {\displaystyle \mathbb {R} } можно ввести норму и метрику. Как следствие, можно получить что:
  - {\displaystyle X} — рефлексивное пространство[1].
  - Пространство {\displaystyle X^{*}}, сопряжённое к некоторому конечномерному пространству {\displaystyle X}, конечномерно и его размерность совпадает с размерностью {\displaystyle X}.
  - Для любого подпространства {\displaystyle M\subset X} конечномерного пространства {\displaystyle X} существует подпространство {\displaystyle M^{\perp }\subset X}[2] такое, что {\displaystyle \forall x\in M,\forall y\in M^{\perp },x\perp y} и {\displaystyle X} разлагается в прямую сумму {\displaystyle M} и {\displaystyle M^{\perp }}, {\displaystyle X=M\oplus M^{\perp }}.
- В евклидовом пространстве каждая слабо сходящаяся последовательность сходится сильно.
- Все нормы в конечномерном пространстве над полем {\displaystyle \mathbb {R} } эквивалентны. Сходимость в евклидовом пространстве эквивалентна покоординатной сходимости.
- Каждый линейный непрерывный оператор в конечномерном пространстве можно представить в виде матрицы.
- Пространство {\displaystyle X} над полем {\displaystyle \mathbb {R} } является конечномерным тогда и только тогда, когда единичный оператор {\displaystyle I:X\rightarrow X} является вполне непрерывным.
- Пространство {\displaystyle X} является конечномерным тогда и только тогда, когда найдется действующий над {\displaystyle X} обратимый вполне непрерывный оператор.
- Пространство {\displaystyle X} является конечномерным тогда и только тогда, когда единичный шар в {\displaystyle X} предкомпактен. Это свойство можно переформулировать следующим образом: пространство {\displaystyle X} является конечномерным тогда и только тогда, когда любое ограниченное в {\displaystyle X} множество предкомпактно.
- Всякий линейный оператор {\displaystyle A:X\rightarrow Y}, определённый в конечномерном пространстве {\displaystyle X} является непрерывным и даже вполне непрерывным.
- В конечномерном пространстве, каждый оператор является унитарным тогда и только тогда, когда он изометрический, то есть сохраняет скалярное произведение.

## Примеры
- Евклидово пространство {\displaystyle \mathbb {E} ^{3}} имеет размерность 3, за его базис можно выбрать тройку векторов

{\displaystyle \left\{{\begin{pmatrix}1\\0\\0\end{pmatrix}},{\begin{pmatrix}0\\1\\0\end{pmatrix}},{\begin{pmatrix}0\\0\\1\end{pmatrix}}\right\}}
Более общий случай — пространства {\displaystyle \mathbb {R} ^{n}} размерности n. Норму в них обычно задают одним из следующих способов ({\displaystyle 1\leq p<\infty }):
{\displaystyle \|x\|_{p}={\sqrt[{p}]{\sum _{i=1}^{n}{|x_{i}|^{p}}}}} или {\displaystyle \|x\|_{\infty }=\max _{i=1,2,\dots ,n}{|x_{i}|}.}
Если ввести норму {\displaystyle \|x\|_{2}} и скалярное произведение {\displaystyle (x,y)={\sum _{i=1}^{n}{x_{i}y_{i}}},} то пространство будет евклидовым.
- {\displaystyle P^{n}} — пространство всех многочленов степени не выше {\displaystyle n}. Размерность этого пространства {\displaystyle n+1}. Многочлены {\displaystyle 1,x,x^{2},...,x^{n}} образуют в нём базис.
- Пусть {\displaystyle X} — произвольное линейное пространство и пусть {\displaystyle \{x_{1},x_{2},...,x_{n}\}} некоторая линейно-независимая система векторов. Тогда линейная оболочка, натянутая на эту систему есть конечномерное пространство.